# Халкидий
Халки́дий, или Калкидий  (лат. Calcidius, Chalcidius, от греч. Χαλκίδιος) — философ-платоник конца IV или начала V века н.э. Писал на латинском языке. Главный труд Халкидия — перевод на латинский язык «платоновского диалога Тимей» и комментарий к его первой части. 

## Жизнь Халкидия
Прямые свидетельства биографических подробностей из жизни Халкидия приведены и прокомментированы в «Тимее» Платона как доказательство его философских взглядов. Имя Халкидия, по-видимому, было греческого происхождения, и на то указывали некоторые лингвистические доказательства в его переводах. Поэтому Халкидий мог быть также носителем греческого языка, а не латинского. Он перефразирует или прямо цитирует ряд греческих источников, включая Гомера, Гесиода и Еврипида, в дополнение к латинским, таким как Теренций и Вергилий, демонстрируя свою двуязычную образованность.
Комментарии Халкидия предполагают некоторое влияние среднего платонизма , и поэтому некоторые ученые обнаруживают в нем также влияние Порфирия. Многочисленные особенности его комментариев были прослежены до Теона Смирнского, работ, приписываемых псевдо-Плутарху, Филону Александрийскому, Оригену, а также неопифагорейцу Нумению. В целом, однако, эти различия только предполагают, что Халкидий имел собственные философские наклонности.
Христианство в его работе о Платоне никак не проявляется . В своих комментариях Халкидий не связывает христианское повествование о сотворении мира (в Книге Бытия) с описанием происхождения мира у Платона.

## Перевод Тимея
Перевод Халкидием оригинального греческого диалога Платона охватывает разделы 17a - 53c, то есть от Введения, где Криты обсуждают историю о путешествии Солона в Египет, до обсуждения «Сосуда» и использования Божественным Творцом четырех из пяти обычных тел (огня, земли, воздуха и воды) в формировании Вселенной. Датой работы считается первая половина 4-го века нашей эры.
Толчком к переводу и комментариям послужил Осиус (или Хосий), епископ Кордовы, который участвовал в экуменических соборах в Никее и Сердике в 325 и 343 годах до нашей эры. Считается, что первое посвятительное Послание Халкидия как раз адресовано «Осиусу», хотя есть как минимум пять также подходящих для послания исторических фигур.
Сам перевод обычно показывают с некоторыми стилистическими дополнениями к части Халкидия (фрагментарного) латинского перевода «Тимея» Цицерона (созданного около 45 года до н.э.). Однако ученые не согласны  относительно того, есть ли существенные параллели между переводом Цицерона и работой Халкидия. Некоторые из них утверждают, что не только отдельные лексические элементы, но и целые предложения Халкидий заимствовал из перевода Цицерона.
Интерпретация Халкидия используется, когда дело доходит до выражения греческих терминов из оригинала Платона, для которого латынь не имеет эквивалента. Например, транслитерация термина без его объяснения (к примеру, noys для νοῦς), развертывание некоторого неологизма, придуманного в более ранней версии Цицерона (например, medietas для μεσότης) или лексическое новшество, в котором он называет свой собственный термин наиболее подходящим для него эквивалентом на латыни (например, adunatio для συναρμόττον).

## Рукописи
Первые сохранившиеся рукописи латинской версии Тимея от Цицерона и Халкидия, а также его оригинальная греческая версия, могут быть датированы IX веком. Из X века до нас дошли две рукописи: в Париже (BnF lat. 2164) и Брюсселt (BR MS 9625-9626). 
С XI века отмечается значительное увеличение рукописей, содержащих перевод и комментарии Халкидия. Учёные нашли 17 рукописей в XI веке, 5 — в XII веке, 3 — в XIII, 2 — в XIV и 11 — в XV. Многие из рукописей при этом дополнялись на разных языках писцами и комментаторами, которые стремились прояснить и расширить концепции, обсужденные в работе Халкидия.

## Рецепция
Вплоть до XII века западная Европа была знакома с «Тимеем» только по переводу и комментарию Халкидия. Комментарий Халкидия послужил одним из источников для историков античной астрономии. Влияние Халкидия на средневековую музыкальную науку прослеживается в знаменитом «Учебнике музыки» (Musica enchiriadis) Псевдо-Хукбальда и в анонимных «Схолиях к учебнику» (Scolica enchiriadis; оба текста созданы в конце IX века).

## Издания
- Plato Latinus IV: Timaeus a Calcidio translatus commentarioque instructus / ed. J. H. Waszink. London; Leiden, 1962. P. CVII ss.